# Пружанский, Ефрем Аврамович
Ефре́м Авра́мович Пружа́нский (укр. Єфрем Аврамович Пружанський; 6 мая 1930, Киев — 21 ноября 1995) — советский и украинский режиссёр и художник-мультипликатор.

## Биография
В 1955 году окончил Киевский инженерно-строительный институт по специальности архитектор. Работал архитектором, художником.

C 1964 года — приглашён Давидом Черкасским на киностудию «Киевнаучфильм», где стал художником-мультипликатором.

С 1968 года — режиссёр киностудии «Киевнаучфильм», .

Член Союза кинематографистов Украинской ССР.

### Семья
Сын — Алексей (род. 29 марта 1954 г.), заместитель директора, руководитель курсов художников-мультипликаторов «Укранимафильм».

## Фильмография
Режиссёр
- 1968 — Камень на дороге. Колонна
- 1969 — Человек, который умел творить чудеса
- 1970 — Волшебные очки
- 1971 — Моя хата с краю
- 1972 — Сотворение микромира
- 1973 — Парасолька на рыбалке
- 1974 — Играй, моя дудочка
- 1974 — Сказка о яблоне
- 1975 — Самый дорогой рисунок
- 1976 — Как кормили медвежонка
- 1977 — Узелки на память («Фитиль» № 173)
- 1978 — Сказка про Чугайстра
- 1979 — Гришкины книжки
- 1980 — Когда встречаются двое
- 1981 — Алиса в Стране чудес
- 1982 — Алиса в Зазеркалье
- 1984 — Про всех на свете
- 1985 — Сампо из Лапландии
- 1986 — Трудолюбивая старушка
- 1987 — Песочные часы
- 1988 — Где ты, мой конь?
- 1989 — Три панька
- 1990 — Приключения электромонтёров[3]
- 1990 — Три панька хозяйствуют
- 1991 — Три панька на ярмарке
- 1991 — Пережиток прошлого («Фитиль» № 346)
- 1994 — Приключения Муви. Ралли

Сценарист
- 1969 — Человек, который умел творить чудеса
- 1974 — Сказка о яблоне
- 1978 — Сказка про Чугайстра
- 1987 — Песочные часы
- 1994 — Приключения Муви. Ралли

Художник-мультипликатор
- 1964 — Водопровод на огород
- 1964 — Неумойка
- 1964 — Тайна чёрного короля
- 1965 — Жизнь пополам
- 1965 — Никита Кожемяка
- 1966 — Злостный разбиватель яиц
- 1966 — Осколки
- 1966 — Почему у петуха короткие штаны
- 1967 — Колумб причаливает к берегу
- 1967 — Песенка в лесу
- 1967 — Растрёпанный воробей
- 1967 — Тяв и Гав
- 1968 — Осенняя рыбалка
- 1968 — Музыкальные картинки
- 1968 — Пугало
- 1968 — Сказка про лунный свет
- 1968 — Человек, который умел летать
- 1969 — Приключения казака Энея
- 1969 — Человек, который умел творить чудеса
- 1970 — Волшебные очки
- 1970 — Покатигорошек
- 1970 — Как воробей ум искал (Несмышлёный воробей)
- 1972 — Сказание про Игорев поход
- 1973 — Тайна Страны Земляники
- 1973 — Парасолька на охоте
- 1973 — Парасолька на рыбалке
- 1974 — Приключения малыша Гиппопо
- 1974 — Что на что похоже
- 1975 — Как казаки соль покупали
- 1976 — Парасолька становится дружинником
- 1978 — Как казаки олимпийцами стали
- 1979 — Как казаки мушкетёрам помогали
- 1984 — Как казаки на свадьбе гуляли
- 1990 — Три панька хозяйствуют
- 1993 — DIG SQUAD. Пещера ужасов
- 1993 — Добро пожаловать
- 1994 — Приключения Муви. Ралли
- 1994 — DIG SQUAD. Скипетр фараона
- 1995 — Команда DИГ. Похищение века